# Arge ciliaris
Arge ciliaris is een vliesvleugelig insect uit de familie Argidae. De wetenschappelijke naam is gepubliceerd in 1767 door Linnaeus.